# Balkanmeise

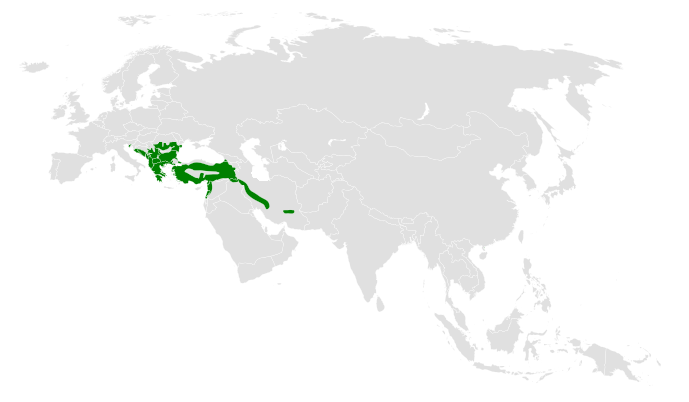
Verbreitungskarte der Balkanmeise (Poecile lugubris)

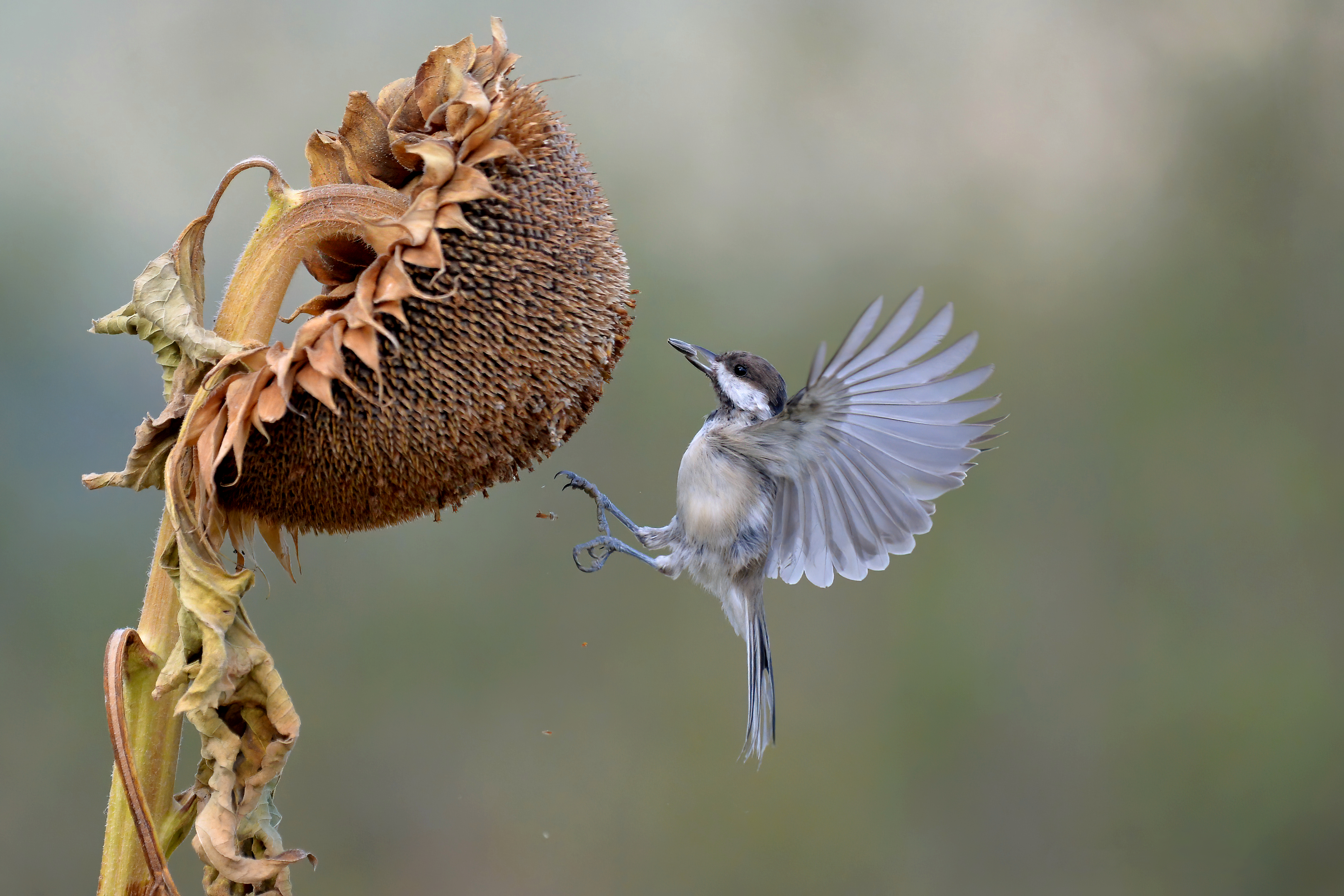
Die Balkanmeise ernährt sich hauptlich von Samen

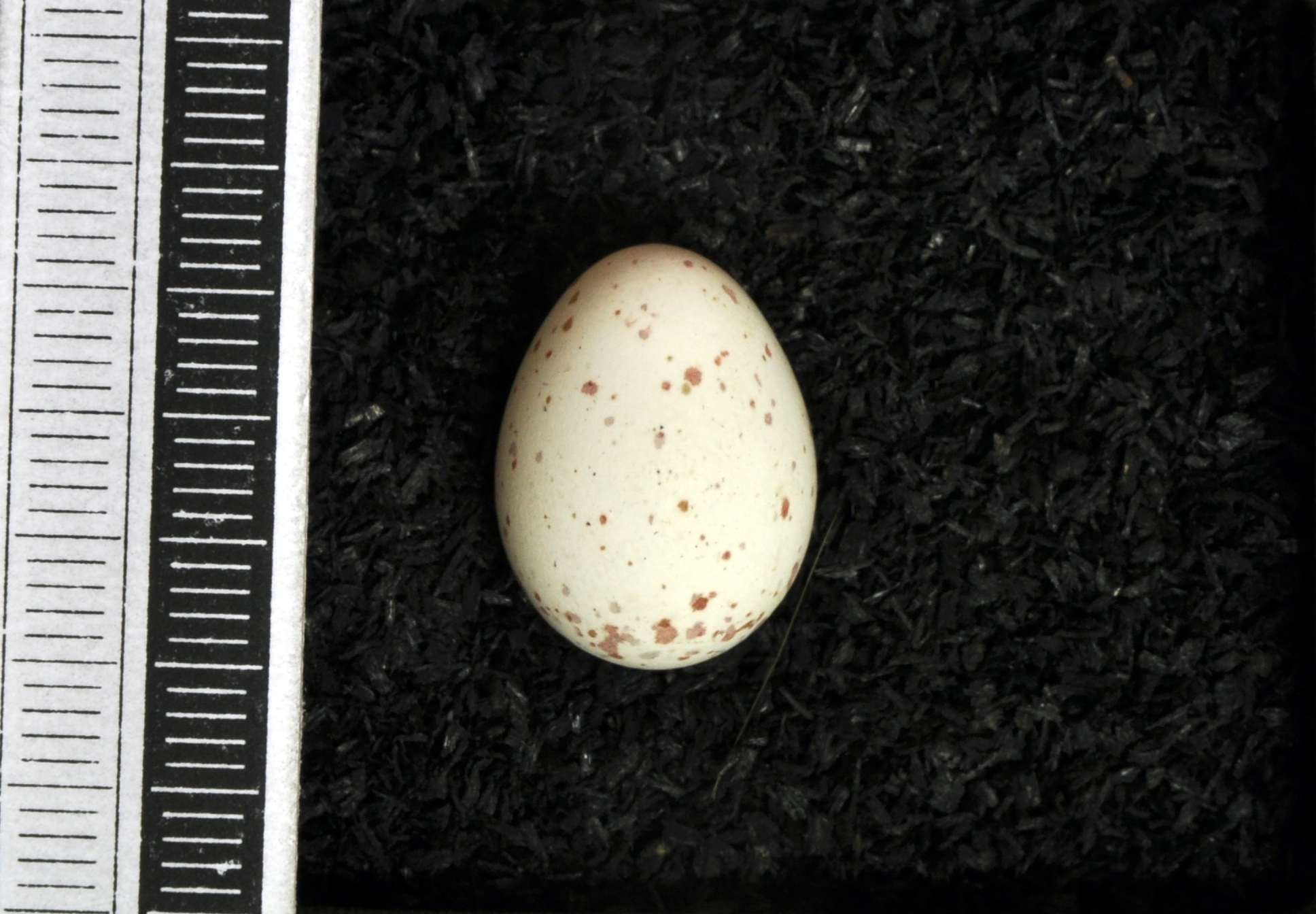
Ei, Sammlung Museum Wiesbaden

Die Balkanmeise (Poecile lugubris), (Syn.: Parus lugubris; zu lateinisch lugubris ‚trauernd‘), früher auch Trauermeise genannt, ist eine Singvogelart aus der Familie der Meisen (Paridae).

## Beschreibung
Die Balkanmeise wird 13 bis 14 cm groß und besitzt einen kräftigen Schnabel. Am Scheitel und Nacken ist das Männchen rußig bräunlich-schwarz, das Weibchen mehr schokoladenbraun. Die sonstige Oberseite hat eine graubraune Färbung, das Gesicht und die Seiten am Hals sind weißlich, die Unterseite matt weißlich mit gräulich-braunen Flanken und einem großen schwarzen Kehlfleck.
Ähnlich Arten sind die Weidenmeise (Poecile montanus) und die Lapplandmeise (Poecile cinctus), welche sich jedoch durch ihre Gefiederfärbung von der Balkanmeise unterscheiden.

## Verbreitung
Als Jahresvogel besiedelt sie Südosteuropa fast vollständig. Es bestehen Vorkommen in Albanien, Aserbaidschan, Bosnien und Herzegowina, Bulgarien, Kroatien, Georgien, Griechenland, Montenegro, Nordmazedonien, Rumänien, Serbien, Slowenien und der Türkei. Im Osten reicht ihr Verbreitungsgebiet bis zum Irak, Syrien und dem Iran. Durch umherstreifende Vögel wurde die Balkanmeise in Italien und im Norden von Israel beobachtet. Europa umfasst den größten Teil des weltweiten Verbreitungsgebiets der Balkanmeise und trotz der gesammelten Daten ist die Populationsentwicklung weiterhin unbekannt. Im Jahr 2021 wurde für Europa die Gesamtpopulation auf 902.000 bis 2.670.000 geschlechtsreife Individuen, mit rund 451.000 bis 1.340.000 Brutpaaren von BirdLife geschätzt. Dieses Schätzung deckt etwa 80 % des weltweiten Verbreitungsgebiets der Balkanmeise ab. Die weltweite Populationsgröße lag daher bei rund 1.130.000 bis 3.340.000 geschlechtsreifen Individuen.

## Lebensraum
Die Balkanmeise bevorzugt Ebenen und niedrige Gebirgslagen mit Mischwäldern und anstehenden Felsen aus felsigen Kalksteinhügeln. Sie besiedelt Lebensräume von Meereshöhe bis 2.300 m. Je nach Land besiedelt sie unterschiedliche Höhenlagen. Auf der Peloponnes in Griechenland in Höhen von 700 bis 2.000 m, in der Türkei in bis zu 2.100 m, im Nordwesten des Iran von 800 bis 1.000 m, im Zagros-Gebirge zwischen 1.250 und 2.400 m und in der Provinz Kerman von 1.900 bis 2.800 m.
Als Lebensraum bewohnt diese Art trockene Macchiagebiete mit vereinzelten Bäumen und Sträuchern, Weinberge, Olivenhaine, Wildpflaumenplantagen und andere Obstbäume. Als Ersatzlebensraum wurden von Menschen angelegte Parkanlagen mit lockeren Eichenbeständen aus Busch-Eiche, verschiedenen Buchen- und Weidenarten, Pappeln, Fichten und Zedern besiedelt. Im Süden des Iran kommt die Balkanmeise häufig in Mandel- und Pistazienanbaugebieten vor. Die Besiedlungsdichte war selbst unter guten Lebensraumbedingungen gering.

## Lebensweise
Die Balkanmeise lebt monogam. Ihre Nahrung besteht hauptsächlich aus Pflanzensamen und daneben aus Wirbellosen, kleinen Insektenlarven und Raupen, welche sie häufig am Boden und an Pflanzenstängeln sucht. Sie erreicht durchschnittlich ein Alter von 2 bis 3 Jahren in ihrem natürlichen Lebensraum.

## Fortpflanzung
Die Brutsaison dauert von März bis Anfang August. Das Nest ist eine Schale und besteht aus Wolle, Pflanzenmaterial, Rindenstreifen, Tierhaaren und Federn. Es wird meist in einer Baumhöhle oder in einem abgestorbenen Baumstamm von Obstbäumen angelegt. Gelegentlich wird es zwischen Felsen und an Böschungen oder in geeigneten Nistkästen errichtet. Das Gelege besteht aus 5 bis 7 weißen Eiern mit kleinen rötlichen Flecken. Die Brutdauer beträgt 12 bis 14 Tage und das Weibchen brütet alleine. Beide Altvögel füttern die Küken, die bis zu 22 Tage im Nest bleiben, bevor sie ausfliegen. In manchen Jahren wurden bei bis zu 20 % der Brutpaare zwei Bruten durchgeführt. In Israel wurden für die Balkanmeise häufig zwei Bruten aufgezeichnet.

## Stimme
Ihr Ruf ist ein kennzeichnendes „tschrrrr“ oder „zi-zi-zi-tschrr“. Der Gesang ist ähnlich wie bei der Sumpfmeise, jedoch rauer mit für Meisen typischer an- und absteigender Tonfolge, zum Beispiel ein „düdl-di-düdl-di-düdl-di...“ oder ein „di-sü-di-sü-di-sü...“, auch als „be-zoo-be-zoo-be-zoo...“ interpretiert. Der Lockruf ist ein blaumeisenähnliches „si-si-si“ und sperlingsartiges „kerrr´r´r´r“. Sie äußert auch ein ziemlich tiefes, kohlmeisenartiges Zetern „tchetchetche…“. Daneben ist für die Balkanmeise ein lebendiges und klangvolles „Pieup-Psieup-Psieup“ mit einigen Variationen bekannt.

## Gefährdung
Von der Weltnaturschutzunion IUCN wird die Balkanmeise in der Roten Liste gefährdeter Arten geführt. Sie hat ein sehr großes Verbreitungsgebiet und eine hohe Populationsgröße und erreicht nicht die Gefährdungsschwellenwerte gemäß den Kriterien für Verbreitungsgebiet oder Populationsgröße. Ihr Populationsentwicklung ist unbekannt und es wird jedoch angenommen, dass die Population nicht schnell genug abnimmt, um die Gefährdungsschwellenwerte zu erreichen. Aus diesen Gründen wurde die Balkanmeise als nicht gefährdet  (Least Concern) eingestuft. Sie ist mittelmäßig vom Waldlebensraum abhängig, der in ihrem kartierten Verbreitungsgebiet langsam abnimmt. In Armenien ist die Art durch die zunehmende Zahl an Waldbränden und den Einsatz giftiger Agrarchemikalien bedroht.